# 林彩新
林彩新，原籍广东，是太平天国將領，而且他也是天地会成員。
1854年，林彩新起兵围困韶州。 1855年，林彩新经湖南进入江西，並且加入太平天国，成为翼王石达开的部下。 1857年，石达开离开天京，林彩新與石達開转战江西、浙江、福建、湖南、广西等地。 1860年，林彩新不再跟隨石达开。之後林彩新在连州与天地会的镇国公陳顯良等人会盟，繼續征战广东、江西、福建等地。 1861年，林彩新在江西遇到太平天国侍王李世贤，并跟随李世贤抵達浙江。 1862年，林彩新被封为列王。 1864年，林彩新在江西弋阳县战死。